# Mosquée de Hadži Bali-bey
La mosquée Fethija, également connue sous le nom de Kuršumlija džamija, est située en Bosnie-Herzégovine, dans la ville de Kladanj et dans la municipalité de Kladanj. Construite en 1544 et 1545, elle est inscrite sur la liste des monuments nationaux de Bosnie-Herzégovine.